# Haliclona hyalina
Haliclona hyalina är en svampdjursart som först beskrevs av Schmidt 1873.  Haliclona hyalina ingår i släktet Haliclona och familjen Chalinidae. Inga underarter finns listade i Catalogue of Life.